# 聖帕特里克中學 (芝加哥)
聖帕特里克中學（St. Patrick High School）是一所男子大學的附設天主教高中，位於伊利諾州芝加哥市西北部，它是芝加哥地區最古老的高中之一，也是芝加哥歷史最悠久的天主教高中。

## 歷史
最原始的聖派屈克高中是由喇沙會所創辦。

## 外部連結
- 聖帕特里克中學 （页面存档备份，存于） （英文）